# Chapelle Notre-Dame-de-la-Médaille-Miraculeuse de Hamrun
Pour les articles homonymes, voir chapelle Notre-Dame-de-la-Médaille-Miraculeuse.
La chapelle Notre-Dame-de-la-Médaille-Miraculeuse est une chapelle catholique située à Hamrun, à Malte.

## Historique
Construite à partir de 1958, elle n'ouvrit au public qu'en 1964.